# Павлівка (Куп'янський район)
Павлі́вка — село в Україні, у Дворічанській селищній громаді Куп'янського району Харківської області. Населення становить 12 осіб. До 2020 орган місцевого самоврядування — Миколаївська сільська рада.
Село постраждало внаслідок геноциду українського народу, проведеного урядом СРСР в 1932—1933 роках, кількість встановлених жертв в Миколаївці, Микільському, Нежданові, Орлівці, Осоківці, Павлівці, Петрівці — 137 людей.

## Географія
Село Павлівка знаходиться за 3 км від річки Оскіл (лівий берег), примикає до села Нежданівка, між річкою і селом великий лісовий масив (сосна), навколо села багато заболочених озер, зокрема озеро Новоселівське, поруч проходить залізниця, найближчі станції Нежданівська і Лиманська.

## Історія
7 (20) листопада 1917 року, відповідно до.Третього Універсалу Української Центральної Ради, увійшло до складу Української Народної Республіки.
12 червня 2020 року, відповідно до Розпорядження Кабінету Міністрів України  № 725-р «Про визначення адміністративних центрів та затвердження територій територіальних громад Харківської області», увійшло до складу Дворічанської селищної громади.
19 липня 2020 року, в результаті адміністративно - територіальної реформи та ліквідації Дворічанського району, село увійшло до складу Куп'янського району Харківської області.
Село тимчасово окуповане російськими військами 24 лютого 2022 року.